# Храм Всех Святых Мучеников (Пекин)
Храм Всех Святых Мучеников в Бэй-гуане (кит. 北京教众致命教堂) — уничтоженный православный храм Русской православной церкви, располагавшийся на территории Русской духовной миссии в Пекине. Построен в 1903 году. Разрушен в 1957 году.

## История
Начальник 18 Миссии архимандрит Иннокентий (Фигуровский) 11 октября 1901 года представил Святейшему Синоду поименный список 222 православных китайцев, погибших за православную веру, и ходатайствовал о разрешении в их память устроить на месте разрушенной миссийской церкви в Пекине храм в честь Всех Святых Мучеников Православной Церкви. Указ Императора Николая II из Святейшего Синода за номером 2874 от 22 апреля 1902 года разрешил устроить в Пекине храм в «честь Всех Святых Мучеников Православной Церкви со склепом для погребения в нем костей избиенных православных китайцев и установлением для православной общины в Китае ежегодного празднования 10 и 11 июня» (по новому стилю 23-24 июня) с крестным ходом к местам избиения православных христиан.
В 1904 году, к годовщине гибели православных христиан, была закончена кладка Храма Всех Святых Мучеников. К этому же времени была завершена и отделка алтаря этого храма. И 10 июня 1904 г. состоялось торжественное освящение склепа. В 1906 году над одноэтажным зданием склепа был надстроен второй этаж, где была освящена церковь во имя святителя Николая.
Храм почти всегда был закрыт. Ежедневные богослужения совершались в Успенской церкви, расположенной в западной части Бэй-гуаня. Богослужения в Храме всех Мучеников происходили несколько раз в году.
В марте 1956 года имущество Русской Духовной Миссии в Китае было передано посольству СССР в Китае Русский квартал Пекина, после чего храм был взорван. По одной из версий, останки китайских мучеников и прочие захоронения, находившиеся в храме, были перенесены на русское кладбище в районе Аньдинмэнь. Впоследствии кладбище было ликвидировано, а на землях, примыкавших к нему, был разбит парк отдыха Циньняньху.
3 апреля 2007 года, накануне Пасхи, на месте разрушенного храма на территории посольства России в КНР был устроен памятный мемориал — поклонный крест и памятная плита с изображением храма и кратким его описанием.